# Saint Jean-Baptiste d'Ubeda
Le Saint Jean-Baptiste d'Ubeda est une sculpture en marbre de 140 × 40 × 43 cm réalisée par Michel-Ange entre 1495 et 1496 pour Lorenzo di Pierfrancesco de Médicis, puis donnée à Francisco de los Cobos y Molina.

## Œuvre
Il était situé à côté du retable principal de la Sacra Capilla del Salvador de Úbeda (Jaén), où il a été détruit en raison d'une attaque iconoclaste par des anarchistes en juillet 1936, au début de la guerre civile espagnole. Les quatorze fragments conservés - environ 40 % de l'œuvre originale - ont été conservés dans ladite chapelle jusqu'au début de sa restauration en 1995.
À l'initiative de la duchesse Victoria Eugenia Fernández de Córdoba, la restauration de la pièce, entreprise à l'Opificio delle pietre dure de Florence, s'est achevée en 2013 et a été exposée dans diverses galeries italiennes jusqu'à son éventuel retour à Úbeda, en passant par son exposition au Musée du Prado à Madrid en 2015.